# Mort d'Umar Xaikh
La mort del príncep Umar Xaikh, segon fill de Tamerlà, es va produir el gener de 1394 mentre el seu pare ana a començar la campanya de Diyar Bakr, però no pas com a conseqüència directa d'aquesta.
Umar Xaikh havia rebut el govern de Fars (1393) i després de la sortida del seu pare del país havia conquerit els focus de resistència que havien quedat, entre els quals les fortaleses d'Istakhr, Farak i Shariyari Gharmsir; després va anar a Sirjan que encara estava assetjada i on Gudarz resistia ferotgement i allí va rebre ordre de Timur d'anar al Diyar Bakr per participar en la guerra contra els mamelucs de Síria i Egipte.
Va encomanar a Ideku Barles governador de Kirman, Shah Shahan governador de Sistan i a l'amir Pirali Selduz, la culminació del setge de Sirjan i va marxar cap a Siraz per equipar-se pel viatge. Com a governador de Fars va deixar a Sevinjik Bahadur i va marxar cap al Diyar Bakr. La primera tasca de Sevinjik fou restaurar la fortalesa de Fahandir o Quhandiz que havia estat destruïda per Shah Shuja.
Umar Xaikh va passar per Khuzestan, va seguir per Kurdistan i va arribar a una fortalesa menor de nom Kormatu. El príncep va pujar a un turó per veure la fortalesa i allí un local que no el coneixia li va disparar una fletxa que el va matar davant la desesperació del seu propi fill Pir Muhammad ibn Umar Xaikh que l'acompanyava. La data exacta de la mort no se sap però fou a meitat de gener del 1394. El príncep tenia 40 anys. La fortalesa de Kormatu fou arrasada i tota persona que es va trobar a la zona massacrada.
La noticia de la mort del príncep es va saber al campament imperial prop de Mardin abans del 19 de gener del 1394 (dia que el campament de Mardin fou aixecat). Segons Lamb, Timur no va mostrar cap emoció al saber la mort d'aquest fill a diferencia del que havia passat amb el primer, Jahangir. El seu cos fou portat a Siraz a una mesquita en presència de nombrosos amirs; poc després les esposes Sevinje Korluk Agha (Sevinj Kotluq Agha), Bei Mulk Agha i Melket Agha i el fill infant Iskandar Mirza (que s'havia quedat a Shiraz quan va marxar el pare) el van portar cap a Kish on fou enterrat en un mausoleu que havia fet construir Timur a la part sud de la tomba del sant Shams al-Din Kalar i prop de la tomba de Taragai, el pare de Timur i tenia a la dreta i esquerra diverses tombes preparades per altres prínceps de la casa reial, entre les quals la de Jahangir ja utilitzada.